# Warcraft III: The Frozen Throne
Warcraft III: The Frozen Throne – wyprodukowany przez Blizzard Entertainment dodatek do gry strategicznej czasu rzeczywistego Warcraft III: Reign of Chaos wydany w 2003 roku. Fabuła gry jest bezpośrednią kontynuacją opowieści z podstawowej wersji gry. W kampanii jednoosobowej gracz wciela się w dwoje nowych protagonistów — strażniczkę nocnych elfek Maiev Shadowsong i księcia krwawych elfów Kael'Thasa — oraz znanego z poprzedniej części Arthasa Menethila.

## Rozgrywka
Warcraft III: The Frozen Throne to strategiczna gra czasu rzeczywistego, w której gracz kontroluje armie i buduje bazę w celu osiągnięcia określonych celów. Rozszerzenie nie zmienia podstawowych założeń rozgrywki z Warcraft III: Reign of Chaos, a jedynie wprowadza drobne ulepszenia. Limit jednostek i koszt ich utrzymania zostały nieznacznie zwiększone, co pozwala na zmobilizowanie większej armii. Koszt tworzenia budynków zmalał, wskutek czego tempo rozgrywki zwiększyło się. System uzbrojenia i pancerzy został całkowicie odnowiony, a skuteczność poszczególnych jednostek w walce z różnymi typami przeciwników zmieniła się względem Warcraft III: Reign of Chaos. Powyższe zmiany wraz z dodaniem nowych budowli obronnych miały zapobiegać taktyce wczesnych ataków z użyciem jednostek bohaterskich. Do gry wprowadzono także statki, które wcześniej pojawiły się w Warcraft II: Tides of Darkness, ale nie występowały w Warcraft III: Reign of Chaos.

## Fabuła
Umiejscowiony kilka miesięcy po zakończeniu Warcraft III, The Frozen Throne kontynuuje opowieść z oryginalnej gry, lecz także dodaje całkowicie nowe wątki i zdarzenia, które zostaną później wykorzystane w World of Warcraft. Scenariusz wydarzeń przebiega odmiennie w stosunku do Warcraft III. Najpierw mamy kampanię Strażniczek (ang. Sentinels) – rasa Nocnych Elfów, następnie Krwawych Elfów (ang. Blood Elves) – rasa ludzi i na końcu kampanię plagi (ang. Scourge) – rasa nieumarłych. Kampania orków nie jest powiązana z główną kampanią i opowiada o wydarzeniach dotyczących tejże rasy po wojnie z Legionem. Przygotowuje ona także historię, która zostanie rozszerzona w World of Warcraft.

### Kampania Strażniczek: „Fale Grozy”
(ang. Sentinels campaign: „Terror of the Tides”)
Strażniczka Maiev Shadowsong ściga swego dawnego więźnia Illidana Stormrage przez cały Kalimdor. Illidan spotkał władcę demonów Kil'jaedena, który rozkazał mu zniszczenie króla lisza. Illidan sprzymierza się z wężopodobną rasą naga – dawnymi nocnymi elfami, którzy zostali przemienieni przez „Dawnych Bogów”, gdy ich miasto zostało pochłonięte przez ocean 10 000 lat wcześniej. Nie udaje się im jednak zatrzymać Maiev, która podąża za Illidanem z Kalimdoru do grobu Sargerasa. Tam Illidan zdobywa magiczny artefakt Oko Sargerasa i niszczy grobowiec próbując żywcem pogrzebać Maiev. Udaje się jej jednak przeżyć i wydostać na powierzchnię. Zdobywa także pomoc Malfuriona Stormrage i Tyrande Whisperwind, którzy wraz z nią ścigają Illidana aż do Lordaeronu-krainy Ludzi. Tam Maiev i Tyrande pomagają Księciu Kael'thasowi w walce z nieumarłymi, co kończy się jednak porwaniem Tyrande przez prąd rzeki, w momencie gdy osłaniała odwrót elfów. Maiev, wciąż czując urazę do Tyrande po tym, jak wypuściła ona z więzienia Illidana, okłamuje Malfuriona mówiąc mu, iż Tyrande nie żyje. Prowokuje go tym samym do agresywnego ataku na nagi zamiast do poszukiwania ukochanej. Ten właśnie moment wybrał Illidan, by użyć Oka Sargerasa do stopienia lodowców w pobliżu Lodowego Tronu i tym samym zniszczenia Króla Lisza. Furion i Maiev skutecznie powstrzymują Illidana przed dokończeniem zaklęcia, w trakcie walki wychodzi jednak na wierzch kłamstwo Maiev. Bracia Stormrage łączą swe siły by uratować ich wspólną ukochaną. Wbrew woli Maiev Malfurion przebacza Illidanowi, nie odwołując jednak jego wygnania. Łowca Demonów przechodzi przez portal, a tuż za nim Maiev kontynuuje pogoń za nim.

### Kampania Krwawych Elfów: „Klątwa Krwawych Elfów”
(ang. Blood Elves campaign: „Curse of the Blood Elves”)
Kampania ludzi opowiada o przygodach księcia Kael'thasa, przywódcy krwawych elfów – grupy wysokich elfów, którzy przetrwali inwazję plagi na Quel'Thalas. Początkowo pomagając ludziom w walce z nieumarłymi, krwawe elfy zostają uwięzione przez rasistę lorda Garithosa za to, iż przyjęli oni pomoc nag (po tym, jak Garithos wycofał większość oddziałów Kaela na linię frontu). Nagi wraz z lady Vash uwalniają jednak księcia i jego krwawe elfy z więzienia. Vash zabiera Kael'thasa do Otchłani (ang. Outland, pozostałości ze świata orków – Draenoru), by spotkać tam (i uwolnić) swojego mistrza Illidana, który został pojmany przez Maiev. Po kolejnym uwolnieniu się od Maiev, Illidan jest gotowy by podbić Otchłań, gdzie ma nadzieję być bezpieczny od gniewu Kil'jaedena po porażce z Okiem Sargerasa. Ten jednak odnajduje go i zmusza do kolejnej próby zniszczenia Lodowego Tronu. Epizod kończy się w momencie, gdy Illidan odnawia swoje przyrzeczenie zniszczenia króla lisza.
Siły ludzi w tej kampanii są bardzo odmienne od tych, którymi gra się w grze wieloosobowej. Zamiast możliwości użycia wszystkich jednostek Przymierza, gracz ma dostęp tylko do oddziałów krwawych elfów (wraz z kilkoma jednostkami, które zostały dodane w rozszerzeniu) i Nag. Można także kierować kilkoma oddziałami draenei w formie Lost Ones – rasy ze świata Draenor, z ich przywódcą Akamą na czele. Inaczej jest jedynie w pierwszej misji, zanim Garithos odbierze Kaelowi nie-elfie oddziały takie jak piechurów, rycerzy, krasnoludzkich strzelców i kanonierów.

### Kampania plagi: „Dziedzictwo potępionych”
(ang. Scourge campaign: „Legacy of the Damned”)
W zniszczonej przez plagę krainie Lordaeron, teraz znanej jako Splugawione Ziemie (ang. Plaguelands) toczy się wojna domowa. Siły nieumarłych są podzielone na trzy główne frakcje: Arthasa i Kel'Thuzada, którzy pozostają lojalni królowi liszowi, Zapomnianych (ang. the Forsaken) prowadzonych przez królową Banshee Sylvanas Windrunner oraz upiornych władców (Nathrezim), którzy są lojalni Płonącemu Legionowi, nie wiedząc o porażce Archimondea na górze Hyjal. Kampania przenosi się pomiędzy podróżą Arthasa do Northrend by pomóc królowi liszowi a wojną Sylvanas przeciwko upiornym władcom o panowanie nad Splugawionymi Ziemiami. Na końcu Sylvanas zostaje jedyną władczynią tej krainy, Arthas zaś płynie do Northrend, by bronić króla lisza. Napotyka tam podziemną rasę Nerubian i pokonuje Illidana w pojedynku, ale Illidan jako jedyny przeżył jego atak. We wszystkim pomaga mu potężny władca Nerubian Anub'arak, który był niegdyś królem rasy przed wojną pająka. Wstępuje także na Lodowy Tron i jednoczy z królem liszem. Co stanie się dalej, będzie prawdopodobnie tematem dodatku do gry World of Warcraft.

### Minikampania Hordy: „Założenie Durotaru”
(ang. Horde minicampaign: „The Founding of Durotar”)
Minikampania Orków różni się znacznie od pozostałych. Zawiera bowiem więcej elementów z gier fabularnych takich jak na przykład Diablo. Przedstawia ona losy władcy zwierząt Rexxara, który pomaga orkom bronić i rozwijać ich nowy dom Durotar przed rozmaitymi wrogami. Owa minikampania została stworzona, gdyż twórcy gry uważali, iż historia orków nie wpasowuje się naturalnie w przebieg The Frozen Throne. Bardziej RPG-owy sposób ujęcia kampanii pozwolił twórcom na odejście od standardowej konwencji gier RTS i skupienie się na innych aspektach gry. Kampania ta pokazuje także szczegóły, które zostały wykorzystane w kolejnej grze Blizzarda, MMORPGu World of Warcraft. Ukończenie innych kampanii nie jest potrzebne, by rozegrać tę kampanię – w menu gry gracz ma do niej od razu dostęp.
Gracz kontroluje grupę od dwóch do czterech bohaterów, pierwotnie Rexxara i Tralla, Łowcę Cieni Rokhana. Gracz może także kierować Pandareńskim Miodowarem Chenem Stormstoutem i wodzem taurenów Cairnem Bloodhoofem. Przez chwilę gracz dowodzi także Jainą Proudmoore, orkowym mistrzem ostrzy Samuro i synem Cairna, Bainem Bloodhoofem. Mapy są między sobą połączone, a każda z nich przedstawia nam inną część Kalimdoru, jak na przykład twierdzę orków Orgrimmar lub ludzkie miasto na wyspach Theramore.
W dziczy Kalimdoru Rexxar napotyka na posłańca orków Morgina, który został zaatakowany przez ostrogrzywy. Mimo pomocy Rexxara ork zostaje śmiertelnie raniony, tuż przed śmiercią przekazuje jednak niesioną wiadomość Rexxarowi. Władca zwierząt kończy misję orka, przekazując wiadomość Thrallowi, przywódcy Hordy. Rexxar pozostaje na trochę w Orgrimmarze, wykonując różne zadania dla mieszkańców miasta i zdobywając sobie tym samym ich zaufanie. Odkrywa także ludzkie oddziały planujące inwazję na Durotar, prowadzone przez wielkiego admirała ProudMoore’a, który przejął od swej córki kontrolę nad wyspami Theramore. Rexxar zostaje wysłany, by zebrać starych i nowych przyjaciół Hordy i poprowadzić szturm na wyspy, który położy kres zagrożeniu orków. Admirał Proodmoure zostaje zabity, a zielonoskórzy opuszczają wyspę w pokoju, jednak pokój między Hordą a Sojuszem wydaje się być wiecznie naznaczony wojną.
W grze dostępny był początkowo tylko pierwszy akt tej kampanii. Następne dwa pojawiły się wraz z kolejnymi łatkami do gry.

## Produkcja
29 maja 2003 roku Blizzard ogłosił, że dodatek Warcraft III: The Frozen Throne znalazł się w tłoczni. W sklepach na całym świecie (w różnych językach) zaczął pojawiać się od 1 czerwca 2003 roku.
Zawierał dodatkowego bohatera i od trzech do czterech nowych jednostek dla każdej z ras, cztery kampanie, pięciu neutralnych bohaterów (dodatkowy neutralny bohater został dodany w kwietniu 2004 roku, a kolejnych dwóch w sierpniu), możliwość budowania przez graczy sklepów z magicznym ekwipunkiem i inne usprawnienia, jak na przykład możliwość kolejkowania udoskonaleń w budynkach.
Blizzard regularnie wypuszcza kolejne łatki do wersji podstawowej oraz rozszerzonej o dodatek gry, które eliminują błędy, dodają nowe rzeczy i starają się zbilansować grę w trybie gry wieloosobowej oraz zapobiegają oszukiwaniu przez graczy. Najnowszą aktualizację o numerze 1.31 wydano w 2019 roku.